# Achelia gracilipes
Achelia gracilipes là một loài nhện biển trong họ Ammotheidae. Loài này thuộc chi Achelia. Achelia gracilipes được miêu tả khoa học năm 1904 bởi Cole.